# Hesyxochenia praelonga
Hesyxochenia praelonga är en mossdjursart som först beskrevs av William MacGillivray 1890.  Hesyxochenia praelonga ingår i släktet Hesyxochenia och familjen Thalamoporellidae. Inga underarter finns listade i Catalogue of Life.